# Campionati europei di winter triathlon del 2012
I Campionati europei di winter triathlon del 2012 (XV edizione) si sono tenuti a Valsesia in Italia, in data 3 marzo 2012.
Tra gli uomini ha vinto per la quarta volta lo svedese Andreas Svanebo. Tra le donne ha trionfato la ceca Helena Erbenová.
La gara junior ha visto trionfare il russo Pavel Eliseev tra gli uomini e la connazionale Tatiana Loginova tra le donne.
Il titolo di Campione europeo di winter triathlon della categoria under 23 è andato al russo Pavel Yakimov. Tra le donne si è aggiudicata il titolo di Campionessa europea di winter triathlon della categoria under 23 l'austriaca Romana Slavinec.

## Risultati

### Élite uomini
| Pos. | Atleta             | Paese       | Corsa    | Bici     | Sci      | Totale   |
| ---- | ------------------ | ----------- | -------- | -------- | -------- | -------- |
|      | Andreas Svanebo    | Svezia      | 00:24:02 | 00:27:57 | 00:28:46 | 01:20:47 |
|      | Daniel Antonioli   | Italia      | 00:24:01 | 00:28:56 | 00:28:25 | 01:21:22 |
|      | Nicolas Lebrun     | Francia     | 00:24:00 | 00:27:40 | 00:30:12 | 01:21:52 |
| 4    | Maxim Kuzmin       | Russia      | 00:23:56 | 00:28:55 | 00:30:34 | 01:23:26 |
| 5    | Jon Erguin         | Spagna      | 00:26:16 | 00:26:39 | 00:31:49 | 01:24:44 |
| 6    | Markus Rothberger  | Austria     | 00:25:31 | 00:28:41 | 00:30:57 | 01:25:09 |
| 7    | Evgeny Kirillov    | Russia      | 00:23:58 | 00:29:07 | 00:32:28 | 01:25:33 |
| 8    | Pavel Andreev      | Russia      | 00:24:02 | 00:29:40 | 00:31:55 | 01:25:37 |
| 9    | Alberto Comazzi    | Italia      | 00:25:31 | 00:29:06 | 00:31:02 | 01:25:40 |
| 10   | Kristian Monsen    | Norvegia    | 00:24:14 | 00:30:37 | 00:31:30 | 01:26:21 |
| 11   | Silvio Wieltschnig | Austria     | 00:24:56 | 00:29:51 | 00:32:04 | 01:26:51 |
| 12   | Walter Polla       | Italia      | 00:26:03 | 00:30:05 | 00:31:57 | 01:28:05 |
| 13   | Dmitriy Bregeda    | Russia      | 00:24:55 | 00:31:51 | 00:31:38 | 01:28:25 |
| 14   | Oivind Bjerkseth   | Norvegia    | 00:26:18 | 00:29:21 | 00:33:32 | 01:29:12 |
| 15   | Pavel Jindra       | Rep. Ceca   | 00:26:02 | 00:30:44 | 00:34:07 | 01:30:54 |
| 16   | Gabriele Carretta  | Italia      | 00:26:21 | 00:33:30 | 00:31:43 | 01:31:35 |
| 17   | Pavol Gabor        | Slovacchia  | 00:26:55 | 00:32:02 | 00:34:37 | 01:33:34 |
| 18   | Davide Gabardo     | Italia      | 00:25:58 | 00:34:45 | 00:33:40 | 01:34:23 |
| 19   | Nicholas Dawes     | Regno Unito | 00:26:57 | 00:42:37 | 00:39:46 | 01:49:20 |

### Élite donne
| Pos. | Atleta              | Paese     | Corsa    | Bici     | Sci      | Totale   |
| ---- | ------------------- | --------- | -------- | -------- | -------- | -------- |
|      | Helena Erbenová     | Rep. Ceca | 00:27:47 | 00:35:17 | 00:34:51 | 01:37:55 |
|      | Borghild Løvset     | Norvegia  | 00:29:03 | 00:34:44 | 00:37:45 | 01:41:32 |
|      | Andrea Huser        | Svizzera  | 00:29:18 | 00:37:00 | 00:37:38 | 01:43:57 |
| 4    | Yulia Surikova      | Russia    | 00:29:31 | 00:40:16 | 00:39:00 | 01:48:48 |
| 5    | Simone Steinecker   | Austria   | 00:30:46 | 00:40:16 | 00:40:14 | 01:51:17 |
| 6    | Tatiana Charochkina | Russia    | 00:31:23 | 00:43:00 | 00:39:35 | 01:53:58 |
| 7    | Enrica Perico       | Italia    | 00:32:00 | 00:46:05 | 00:39:55 | 01:58:00 |
| 8    | Alexandra Borrelly  | Francia   | 00:31:51 | 00:43:50 | 00:49:21 | 02:05:02 |
| 9    | Federica Ferrari    | Italia    | 00:34:52 | 00:50:27 | 00:54:12 | 02:19:32 |

### Under 23 uomini
| Pos. | Atleta              | Paese     | Corsa    | Bici     | Sci      | Totale   |
| ---- | ------------------- | --------- | -------- | -------- | -------- | -------- |
|      | Pavel Yakimov       | Russia    | 00:25:32 | 00:29:32 | 00:29:57 | 01:25:01 |
|      | Pavel Khanzhin      | Russia    | 00:25:29 | 00:31:17 | 00:33:02 | 01:29:49 |
|      | Martin Husek        | Rep. Ceca | 00:28:33 | 00:31:19 | 00:32:08 | 01:32:01 |
| 4    | Julian Erhardt      | Germania  | 00:25:04 | 00:34:06 | 00:34:35 | 01:33:45 |
| 5    | Felix Waldhuber     | Austria   | 00:27:19 | 00:32:45 | 00:34:21 | 01:34:25 |
| 6    | Michael Ager        | Germania  | 00:25:37 | 00:33:42 | 00:39:05 | 01:38:24 |
| 7    | Michael Gschwendner | Germania  | 00:27:01 | 00:44:39 | 00:37:25 | 01:49:06 |

### Under 23 donne
| Pos. | Atleta                 | Paese    | Corsa    | Bici     | Sci      | Totale   |
| ---- | ---------------------- | -------- | -------- | -------- | -------- | -------- |
|      | Romana Slavinec        | Austria  | 00:29:10 | 00:39:00 | 00:35:57 | 01:44:07 |
|      | Tone Dalen             | Norvegia | 00:32:35 | 00:45:34 | 00:40:26 | 01:58:35 |
|      | Margarita Ovsyannikova | Russia   | 00:32:23 | 00:47:16 | 00:54:29 | 02:14:09 |

### Junior uomini
| Pos. | Atleta               | Paese  | Corsa    | Bici     | Sci      | Totale   |
| ---- | -------------------- | ------ | -------- | -------- | -------- | -------- |
|      | Pavel Eliseev        | Russia | 00:14:05 | 00:24:13 | 00:18:54 | 00:57:12 |
|      | Zhorzh Basyuk        | Russia | 00:14:04 | 00:24:51 | 00:20:14 | 00:59:09 |
|      | Alessandro Saravalle | Italia | 00:14:33 | 00:25:20 | 00:21:40 | 01:01:34 |
| 4    | Didac Marza Bedos    | Spagna | 00:14:22 | 00:26:53 | 00:26:49 | 01:08:04 |
| 5    | Guglielmo Hinrichsen | Italia | 00:14:26 | 00:30:01 | 00:28:23 | 01:12:53 |
| 6    | Fabio Barsi          | Italia | 00:16:07 | 00:34:09 | 00:29:44 | 01:20:00 |
| 7    | Oriol Asensio Ribera | Spagna | 00:14:36 | 00:32:51 | 00:38:47 | 01:26:14 |

### Junior donne
| Pos. | Atleta           | Paese      | Corsa    | Bici     | Sci      | Totale   |
| ---- | ---------------- | ---------- | -------- | -------- | -------- | -------- |
|      | Tatiana Loginova | Russia     | 00:16:25 | 00:33:30 | 00:24:06 | 01:14:02 |
|      | Tatiana Vancova  | Slovacchia | 00:20:29 | 00:36:48 | 00:30:57 | 01:28:15 |
|      | Ilaria Titone    | Italia     | 00:17:59 | 00:38:52 | 00:40:50 | 01:37:41 |